# George Sheldon
Pour les articles homonymes, voir Sheldon.
George P.Sheldon Jr est un joueur de tennis américain. Il a notamment remporté les Internationaux des États-Unis en 1897 et 1898, en double messieurs (avec Leo Ware). Il était membre de l'Université Yale.

## Palmarès en Grand Chelem

### Titres en double
|   | Date | Nom et lieu du tournoi    | Cat.      | ($) | Surface      | Partenaire | Finalistes                  | Score                     |
| - | ---- | ------------------------- | --------- | --- | ------------ | ---------- | --------------------------- | ------------------------- |
| 1 | 1897 | US Men's National Champ’s | G. Chelem |     | Herbe (ext.) | Leo Ware   | Harold Mahony Harold Nisbet | 11-13, 6-2, 9-7, 1-6, 6-1 |
| 2 | 1898 | US Men's National Champ’s | G. Chelem |     | Herbe (ext.) | Leo Ware   | Holcombe Ward Dwight Davis  | 1-6, 7-5, 6-4, 4-6, 7-5   |

### Finale en double
|   | Date | Nom et lieu du tournoi    | Cat.      | ($) | Surface      | Vainqueurs                 | Partenaire | Score         |
| 1 | 1899 | US Men's National Champ’s | G. Chelem |     | Herbe (ext.) | Holcombe Ward Dwight Davis | Leo Ware   | 6-4, 6-4, 6-3 |